# 파스피에 (음악 그룹)
파스피에(일본어: パスピエ 파스피에[*])는 일본의 밴드이다.

## 개요
도쿄 예술대학에서 클래식을 배우던 키보디스트 나리타 하네다를 주축으로 2009년에 결성되었다. 주로 나리타 하네다가 작곡을 담당하고 있으며, 오고다 나츠키가 작사및 아트워크(앨범 커버, 뮤직 비디오)를 담당하고 있다.
밴드 이름인 파스피에는 "인상파 록과 팝·록을 결합하고 싶다"라는 생각으로 나리타 하네다가 드뷔시의 작품 Suite bergamasque 의 4번째 곡인 파스피에(Passepied)에서 붙인 것이다.